# Supruga Yu
Yú Miàoyì (? – 202. prije nove ere), poznatija kao Supruga Yu ili Ljepotica Yu, bila je nevjenčana supruga (konkubina) kralja Chua Xiang Yua. On se borio s Liu Bangom, koji je postao car Gaozu. Sam Xiang Yu je bio car Kine prije Gaozua, a poslije Yija od Chua.
Nije poznato tko su joj bili roditelji, ali se zna da je rođena u Jiangsuu. Njezin je stariji brat bio Yu Ziqi, koji je služio kao general u vojsci Xiang Lianga, čiji je nećak bio Xiang Yu. 
Yu je srela Xianga Yua te su se zaljubili. Postala mu je ljubavnica i pratila ga je posvuda.
202. prije nove ere Yu je počinila samoubojstvo. Pokopana je u Gaixiji.

## U kulturi
Glumice Idy Chan, Melissa Ng, Kristy Yang, Rosamund Kwan i Liu Yifei glumile su Yu u filmovima i serijama.

## Pjesma Yu
漢兵已略地,

四面楚歌聲。

大王義氣盡，

賤妾何聊生。
Slobodni prijevod:

"Vojska Hana je osvojila našu zemlju,

okruženi smo pjesmama Chua.

Duh mog gospodara je loše,

Čemu da živim?"